# Chowchilla
Chowchilla és una població dels Estats Units a l'estat de Califòrnia. Segons el cens del 2009 tenia 19.051 habitants.

## Demografia
Segons el cens del 2000, Chowchilla tenia 11.127 habitants, 2.562 habitatges, i 1.908 famílies. La densitat de població era de 605,1 habitants per km².
Dels 2.562 habitatges en un 40,2% hi vivien nens de menys de 18 anys, en un 55,3% hi vivien parelles casades, en un 13,2% dones solteres, i en un 25,5% no eren unitats familiars. En el 21,9% dels habitatges hi vivien persones soles el 12,6% de les quals corresponia a persones de 65 anys o més que vivien soles. El nombre mitjà de persones vivint en cada habitatge era de 2,94 i el nombre mitjà de persones que vivien en cada família era de 3,42.
Per edats la població es repartia de la següent manera: un 22,2% tenia menys de 18 anys, un 9,4% entre 18 i 24, un 42,8% entre 25 i 44, un 16,2% de 45 a 60 i un 9,3% 65 anys o més.
L'edat mitjana era de 34 anys. Per cada 100 dones de 18 o més anys hi havia 39,8 homes.
La renda mitjana per habitatge era de 30.729 $ i la renda mitjana per família de 35.741 $. Els homes tenien una renda mitjana de 32.306 $ mentre que les dones 20.538 $. La renda per capita de la població era d'11.927 $. Entorn del 16,5% de les famílies i el 19,2% de la població estaven per davall del llindar de pobresa.

## Poblacions més properes
El següent diagrama mostra les poblacions més properes.